# Andílci za školou (muzikál)
Andílci za školou je první český teenagerský muzikál.
Autorem hudby je Michal David, texty k písním napsal Lou Fanánek Hagen, scénář vytvořil Jan Hlaváč a režie se ujal Filip Renč.
Muzikál měl premiéru 22. října 2012 v pražském divadle Broadway, kde se i nadále hraje. Muzikál má také představení ve městech po celé ČR a SR.
Děj muzikálu se odehrává ve školním prostředí. Do hlavních rolí příběhu tvůrci obsadili členky dívčí skupiny 5Angels a Josefa Vojtka, Sabinu Laurinovou, Lindu Finkovou, Bohouše Josefa a další.

## Postavy a obsazení
- Nikola (nová žákyně ve škole) – Nikola Mertlová, Vendula Hájková
- Šimon (šéf party deváťáků) – Jan Rychta, Ondřej Havel
- Vojtěch (učitel zeměpisu, třídní deváťáků) - Josef Vojtek, Bohouš Josef
- Kadavá (ředitelka školy) - Sabina Laurinová, Linda Finková
- Chramosta (učitel hudební výchovy, vedoucí školního sboru) - Rudolf Kubík, Juraj Bernáth
- Karpíšek (kostlivec) - Rostislav Šrom, Dominika Červínková
- Filip (Nikolin mladší bratr) – Filip Antonio, Samuel Gyertyák

parta deváťaček a deváťáků
- Míša – Michaela Exlová, Veronika Spurná
- Angee – Anghelina Shestak, Veronika Mertová
- Vendy – Václava Vošmíková, Andrea Lorenzová
- Tereza – Tereza Haklová, Ester Marietta Sidibé
- Tomy – Jiří Maršal, Filip Hořejš
- Dejv – Zdeněk Piškula, Lukáš Ondruš

## Synopse
Končí prázdniny a kamarádky Míša, Angelina, Vendy a Tereza nastupují do deváté třídy. Během léta založily hudební skupinu, ale zkoušení zatím moc nedaly. Během zkoušek vlastně spíš probíraly trojičku spolužáků, kteří mají rapové trio: Tomyho, Dejva, a hlavně Šimona, o němž sní většina holek ze školy. První školní den se ve třídě objeví nová spolužačka Nikola. Ředitelka Kadavá jí před poněkud zdivočelými deváťáky neudělá zrovna dobrou reklamu, když ji představí jako vzorňačku, jedničkářku, vítězku matematické olympiády, výbornou zpěvačku... Holky zbystří. A kluci samozřejmě taky, protože Nikola je nejen chytrá, ale ke všemu dobře vypadá. Jediná vada na její dokonalosti je snad jen desetiletý brácha Filip, kterého Nikola musí všude vodit s sebou. Filip rozhodně není žádný andílek a dokáže svoji sestru přivést do pořádně prekérních situací.
Holky na novou spolužačku žárlí a snaží se ji všelijak znemožnit, kluci si ji testují. Součástí testu je i to, že Šimon Nikole prozradí, že plave v matematice. Nikola ho ochotně začne doučovat a o dvojici se po škole šíří klepy. Ty částečně roznáší i drzý Filip, který se smyšlenými historkami o sestře a Šimonovi snaží zaimponovat starším holkám. 
Chystá se školní akademie, kde mají mít deváťáci svoji show. Vystoupení má pod taktovkou učitel Chramosta, popletený vedoucí školního sboru, který si libuje v nemoderní hudbě a nutí svoje svěřence zpívat z not lidové písně. Větší autoritu už má u žáků zeměpisář Vojtěch, který kdysi zpíval v rockové kapele. Ten nabídne ředitelce Kadavé, že se deváťáckého vystoupení ujme sám a nadto se pokusí třídu, kde to po Nikolině příchodu vře, stmelit.
Ředitelka se hned po první zkoušce zděsí: bývalý rocker Vojtěch secvičuje s deváťáky podle jejího názoru „pro mládež nevhodnou“ show. Kadavá povolá sbormistra Chramostu, ať otěže vystoupení opět vezme do svých rukou. Tím si ovšem proti sobě deváťáky poštve a na škole propuká otevřená válka. Zeměpisář Vojtěch ovšem věří, že konflikt přece jen přinese něco dobrého: snad deváťáci začnou konečně táhnout za jeden provaz a všem ukáží, že nemají talent jen k pomlouvání, žárlení a řevnivosti.

## Produkce a tvůrci
- Producenti – Michal David, Oldřich Lichtenberg  (Cleopatra Musical, s.r.o.)
- Koproducenti – NEMOROS s.r.o., 5A Production s.r.o.
- Hudba – Michal David
- Režie – Filip Renč
- Choreografie – Veronika Ladzianská
- Scénář – Jan Hlaváč
- Texty – Lou Fanánek Hagen
- Scéna – Ricardo Hoineff
- Kostýmy – Roman Šolc
- Asistentka režie – Jana Boková
- Asistent choreografie – Rostislav Šrom
- Nastudování pěveckých partů – Jiří Březík
- Projekce – Tomáš Geisler
- Programování projekcí – Hanuš Knop-Kostka
- Sound design – Petr Janeček
- Light design – David Bohuňovský, Petr Částka
- Fotografie – Katka Prusková, Michal Matyáš
- Grafika, Layout, printy – Katka Prusková
- Verdoucí produkce – Lída Sekaninová
- Produkce – Natália Bezděková
- PR manager – Martina Jandová
- Produkce a company manager – Stanislav Běle
- Vedoucí obchodního oddelení – Petra Švábová
- Fanklub – Roman Janouch, Oldřich Lichtenberg Jr.
- Inspice – Patrik Krigovský, Irena Sedláčková
- Vedoucí kostymérské sekce – Jana Korbutová
- Vedoucí maskérské sekce – Jana Zahradníčková
- Šef jevištní techniky – Jan Mikuška
- Zvuk – Petr Janeček, Jan Zázvůrek
- Světla – Petr Částka, Jana Částková
- Porty – David Janeček, Andrea Vrbová

## Písně
1. Prázdniny jsou mrtvý
2. Nová holka
3. Rockerský zeměpis
4. Klučičí a holčičí svět
5. Jak je jiná
6. Matematická
7. Až z nás bude tým
8. Záchodová
9. Černá vrána
10. Povstání
11. A já budu řádit s Nikolou
12. Rytíř smutné postavy
13. Máme svůj tým

## Ohlasy z tisku
- Recenze na Musical.cz
- Recenze Právo
- Recenze Kulturní servis Puls[nedostupný zdroj]

## Videa
- Sestřih z představení v divadle Broadway